# Kuujjuaq
Kuujjuaq (en inuktitut ᑰᔾᔪᐊᖅ, pronunciado [kuːtjuɑq]) es un pueblo de Nunavik situado a orillas del río Koksoak en la región administrativa de Nord-du-Québec, en Quebec (Canadá). Conocido antiguamente como Fort Chimo, es la capital de la Administración Regional Kativik. Según Statistics Canada, su población se eleva a más de 2100 personas, de las cuales el 81% se identifica como indígena (la práctica totalidad, inuits).
Sus habitantes se denominan Kuujjuamiut.

## Etimología
El primer nombre que se le dio al pueblo fue el de Fort Chimo, una mala pronunciación de la expresión inuktitut "saimuk" que significa "¡Estrechémonos la mano!". Los inuits pronunciaban esta frase para darles la bienvenida a los comerciantes de pieles. Estos últimos adoptaron luego la expresión para denominar este puesto comercial.
En 1979, el topónimo primitivo fue reemplazado por el término inuktitut "Kuujjuaq", que significa "gran río". La expresión hace referencia al río Koksoak (forma antigua de la palabra "Kuujjuaq") que bordea el pueblo.

## Historia

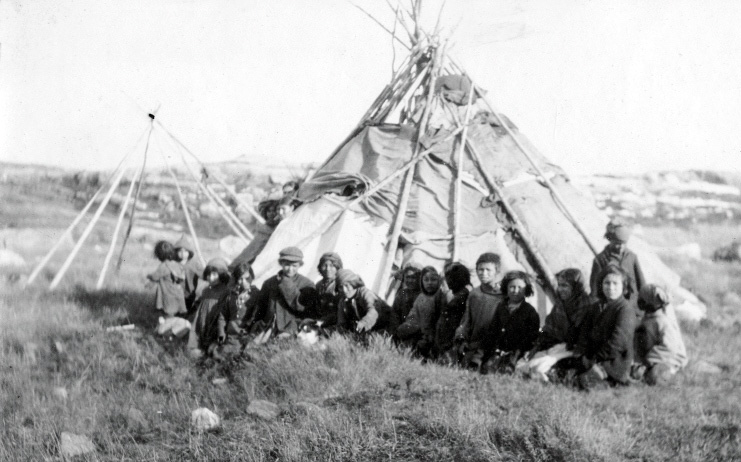
Campamento en Fort Chimo, 1909

El primer contacto entre los europeos y los inuits locales se produjo el 25 de agosto de 1811, cuando misioneros moravos llegaron, después de un peligroso viaje, a un campamento inuit que se encontraba en la orilla este del río Koksoak Establecieron una misión que tenía como objetivo convertir a los inuits al cristianismo. Posteriormente vino un puesto comercial de la Compañía de la Bahía de Hudson en 1830 que contribuyó al comercio local. El puesto cerró temporalmente de 1842 a 1866.
En 1942, las Fuerzas armadas estadounidenses establecen la base Crystal 1 en el lugar actual del pueblo de Kuujjuaq. La ocupación del lugar por los americanos permitió acelerar el desarrollo del pueblo. Tras la Segunda Guerra Mundial, estos últimos cedieron la base al gobierno canadiense. En 1948, en pleno crecimiento del pueblo, se establece una misión católica, a la que siguieron un puesto médico, una escuela y una estación meteorológica.
Hoy, el pueblo es un centro importante de Nunavik. Cuenta con un aeropuerto, algunos hoteles, restaurantes y tiendas así como un banco. La escuela Pitakallak da servicio a los alumnos de preescolar hasta el tercer año y la escuela Jaanimmarik a los alumnos del 4º año al 5º de secundaria. Además, es la sede de la Administración regional Kativik, de la comisión escolar Kativik y de la Administración regional de salud y servicios sociales de Nunavik.

## Geografía
Kuujjuaq se ubica 48 kilómetros río arriba de la bahía de Ungava, a orillas del río Koksoak. Aunque está muy cerca del límite de los bosques, la taiga es presente en las zonas de alrededor, con zonas de píceas negras y alerces.
Esta zona es testigo de las migraciones anuales de la manada de caribús del río George. Estos animales pasan por la región durante los meses de agosto y septiembre.

## Clima

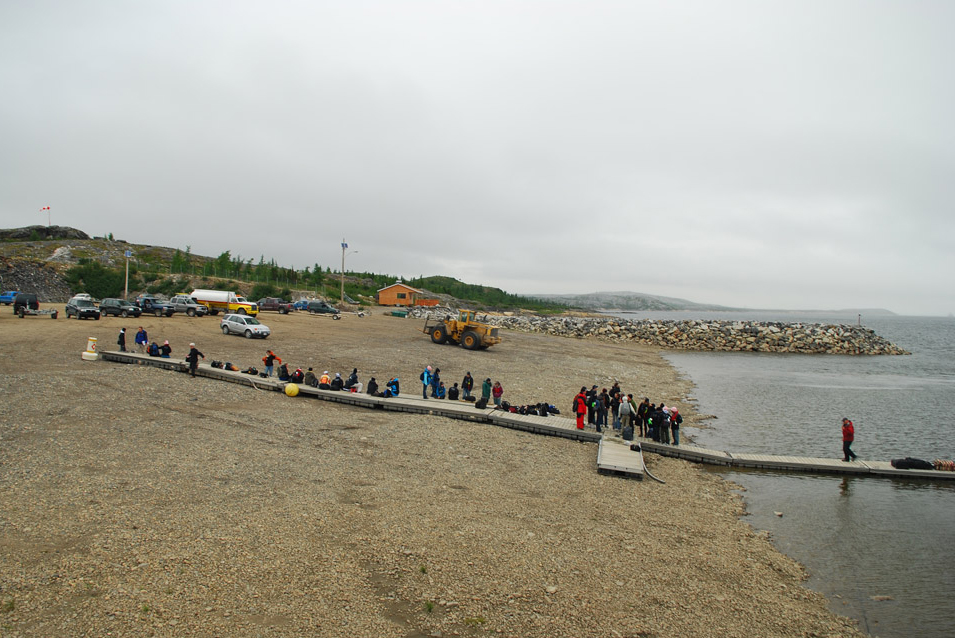
Playa de Kuujjuaq en julio

| Parámetros climáticos promedio de Kuujjuaq (1981−2010) | Parámetros climáticos promedio de Kuujjuaq (1981−2010) | Parámetros climáticos promedio de Kuujjuaq (1981−2010) | Parámetros climáticos promedio de Kuujjuaq (1981−2010) | Parámetros climáticos promedio de Kuujjuaq (1981−2010) | Parámetros climáticos promedio de Kuujjuaq (1981−2010) | Parámetros climáticos promedio de Kuujjuaq (1981−2010) | Parámetros climáticos promedio de Kuujjuaq (1981−2010) | Parámetros climáticos promedio de Kuujjuaq (1981−2010) | Parámetros climáticos promedio de Kuujjuaq (1981−2010) | Parámetros climáticos promedio de Kuujjuaq (1981−2010) | Parámetros climáticos promedio de Kuujjuaq (1981−2010) | Parámetros climáticos promedio de Kuujjuaq (1981−2010) | Parámetros climáticos promedio de Kuujjuaq (1981−2010) |
| Mes                                                    | Ene.                                                   | Feb.                                                   | Mar.                                                   | Abr.                                                   | May.                                                   | Jun.                                                   | Jul.                                                   | Ago.                                                   | Sep.                                                   | Oct.                                                   | Nov.                                                   | Dic.                                                   | Anual                                                  |
| ------------------------------------------------------ | ------------------------------------------------------ | ------------------------------------------------------ | ------------------------------------------------------ | ------------------------------------------------------ | ------------------------------------------------------ | ------------------------------------------------------ | ------------------------------------------------------ | ------------------------------------------------------ | ------------------------------------------------------ | ------------------------------------------------------ | ------------------------------------------------------ | ------------------------------------------------------ | ------------------------------------------------------ |
| Temp. máx. abs. (°C)                                   | 5.6                                                    | 7.8                                                    | 12.1                                                   | 19.2                                                   | 31.1                                                   | 33.1                                                   | 32.2                                                   | 30.7                                                   | 28.3                                                   | 20.0                                                   | 10.2                                                   | 8.3                                                    | 33.1                                                   |
| Temp. máx. media (°C)                                  | -20.1                                                  | -19.1                                                  | -12.4                                                  | -3.5                                                   | 5.0                                                    | 12.7                                                   | 17.4                                                   | 16.0                                                   | 10.1                                                   | 2.8                                                    | -4.7                                                   | -14.1                                                  | -0.8                                                   |
| Temp. media (°C)                                       | −24.7                                                  | −24.1                                                  | −17.9                                                  | -8.7                                                   | 0.7                                                    | 7.5                                                    | 11.8                                                   | 11.0                                                   | 6.4                                                    | 0.0                                                    | -8.2                                                   | −18.3                                                  | -5.4                                                   |
| Temp. mín. media (°C)                                  | -29.3                                                  | -29.1                                                  | -23.3                                                  | -13.8                                                  | -3.6                                                   | 2.3                                                    | 6.1                                                    | 5.9                                                    | 2.6                                                    | -2.9                                                   | -11.6                                                  | -22.5                                                  | -9.9                                                   |
| Temp. mín. abs. (°C)                                   | -49.8                                                  | -43.9                                                  | -43.9                                                  | -34.1                                                  | -24.7                                                  | -8.3                                                   | -1.6                                                   | -1.7                                                   | -7.8                                                   | -20.0                                                  | -31.1                                                  | -43.9                                                  | -49.8                                                  |
| Precipitación total (mm)                               | 31.7                                                   | 28.9                                                   | 31.8                                                   | 27.3                                                   | 29.0                                                   | 49.6                                                   | 59.6                                                   | 71.4                                                   | 73.8                                                   | 54.6                                                   | 47.8                                                   | 36.2                                                   | 541.6                                                  |
| Lluvias (mm)                                           | 0.03                                                   | 0.77                                                   | 0.36                                                   | 2.9                                                    | 14.5                                                   | 42.8                                                   | 59.6                                                   | 71.4                                                   | 69.4                                                   | 29.0                                                   | 4.0                                                    | 0.73                                                   | 295.5                                                  |
| Nevadas (cm)                                           | 32.6                                                   | 29.3                                                   | 32.3                                                   | 24.8                                                   | 14.5                                                   | 6.5                                                    | 0.08                                                   | 0.03                                                   | 4.3                                                    | 26.1                                                   | 45.0                                                   | 36.2                                                   | 251.7                                                  |
| Días de precipitaciones (≥ 0.2 mm)                     | 15.4                                                   | 13.0                                                   | 14.9                                                   | 12.2                                                   | 12.4                                                   | 14.0                                                   | 14.8                                                   | 18.0                                                   | 18.9                                                   | 18.9                                                   | 17.5                                                   | 15.6                                                   | 185.6                                                  |
| Días de lluvias (≥ 0.2 mm)                             | 0.08                                                   | 0.38                                                   | 0.58                                                   | 2.1                                                    | 6.4                                                    | 12.5                                                   | 14.7                                                   | 18.0                                                   | 17.7                                                   | 8.9                                                    | 2.0                                                    | 0.57                                                   | 83.9                                                   |
| Días de nevadas (≥ 0.2 cm)                             | 15.5                                                   | 12.9                                                   | 14.9                                                   | 10.8                                                   | 8.1                                                    | 3.5                                                    | 0.13                                                   | 0.08                                                   | 2.4                                                    | 13.2                                                   | 17.1                                                   | 15.7                                                   | 114.3                                                  |
| Horas de sol                                           | 55.5                                                   | 88.7                                                   | 144.4                                                  | 182.7                                                  | 149.5                                                  | 184.5                                                  | 204.7                                                  | 172.3                                                  | 89.1                                                   | 55.4                                                   | 39.9                                                   | 48.7                                                   | 1415.4                                                 |
| Fuente: Environment Canada                             |                                                        |                                                        |                                                        |                                                        |                                                        |                                                        |                                                        |                                                        |                                                        |                                                        |                                                        |                                                        |                                                        |

## Demografía
Según el censo de Canadá de 2011, el pueblo contaba con 2.375 habitantes (un 11,4% más que en el anterior censo de 2006), lo que lo convierte en la localidad más poblada del Nunavik.
| 1996  | 2001  | 2006  | 2011  |
| ----- | ----- | ----- | ----- |
| 1.726 | 1.932 | 2.132 | 2.375 |

Este mismo censo arroja los siguientes datos demográficos:
- Población total (2011): 2.375
  - 0-14 años: 660 hab.
  - 15-24 años: 435 hab.
  - 25-44 años: 755 hab.
  - 45-64 años: 465 hab.
  - 65 años y más: 50 hab.
- Media de edad: 27,3
- El 68,8% de los habitantes tiene el inuktitut como lengua materna, el 17,2% el francés y el 10,5% el inglés.

## Galería

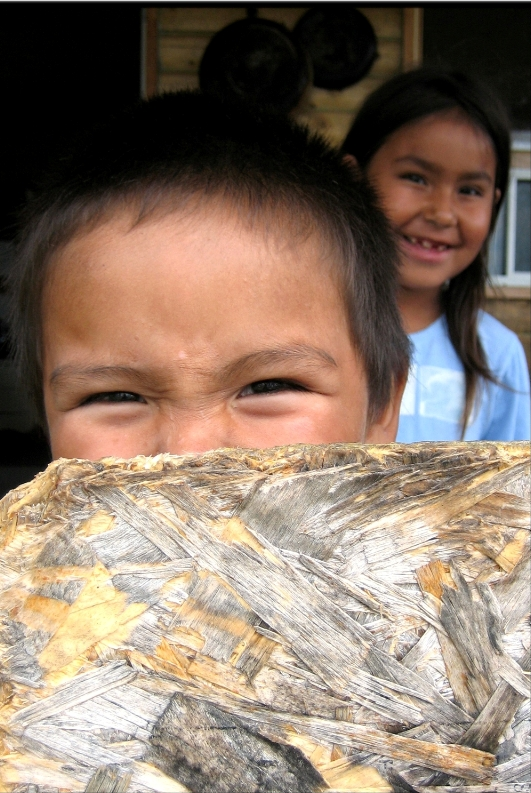
Niños de Kuujjuaq
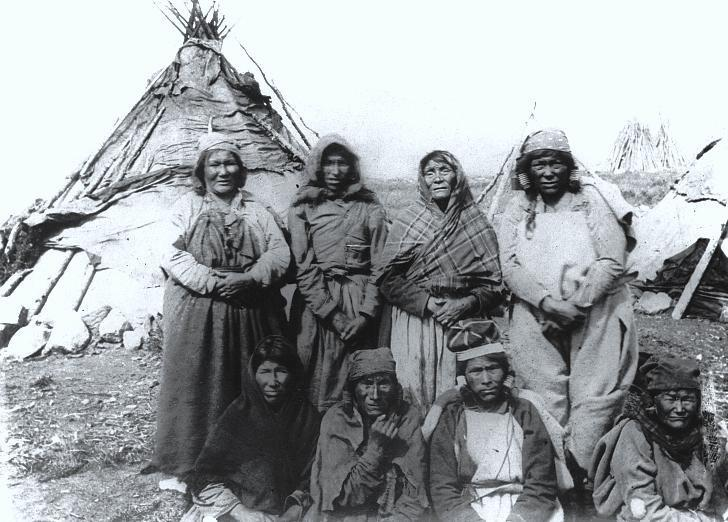
Mujeres nativas de Fort Chimo, hacia 1900
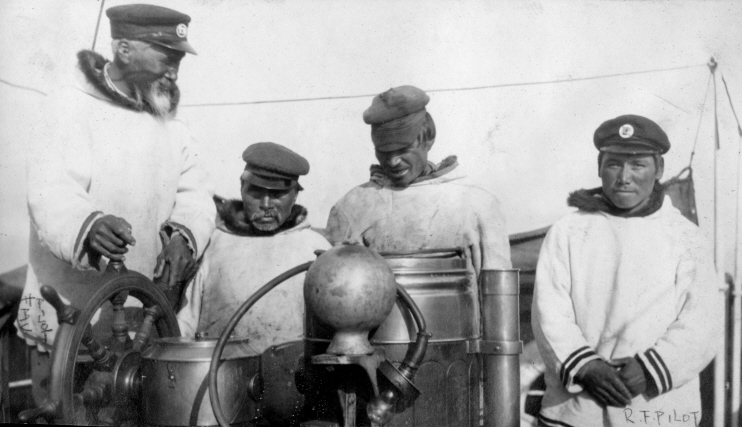
Pilotos de la Compañía de la Bahía de Hudson y de Revillon Frères en Fort Chimo (Kuujjuaq), 1909

## Personalidades
- Joé Juneau, fundador de un programa para jóvenes jugadores de hockey
- Sheila Watt-Cloutier, activista inuit
- Charlie Watt, senador canadiense
- Lugar de fallecimiento de Jean-Claude Lauzon, cineasta canadiense.